# Janusz Woliński (fotograf)
Janusz Woliński (ur. 1 listopada 1936 w Wysokiem Mazowieckiem) – polski artysta fotograf. Członek rzeczywisty Okręgu Warszawskiego Związku Polskich Artystów Fotografików. Członek Fotoklubu Rzeczypospolitej Polskiej Stowarzyszenia Twórców. Członek Rady Fundatorów Fundacji Fotografia dla Przyszłości. Członek założyciel studenckiej grupy fotograficznej Stodoła 60.

## Życiorys
Janusz Woliński absolwent Politechniki Warszawskiej (inżynier-optyk), związany z mazowieckim środowiskiem fotograficznym – od 1946 roku mieszka, fotografuje, tworzy w Warszawie (wcześniej, w 1940 roku wywieziony na Syberię). W 1960 roku był współzałożycielem studenckiej grupy fotograficznej Stodoła 60 – stowarzyszenia uhonorowanego Złotym Medalem FIAP (Międzynarodowej Federacji Sztuki Fotograficznej).
Miejsce szczególne w jego twórczości zajmuje fotografia krajobrazowa oraz fotografia dokumentalna, od 1976 roku – w dużej części mająca związek z Fryderykiem Chopinem (dokumentacja miejsc i pamiątek związanych z życiem i twórczością kompozytora) – sporządzał dokumentację fotograficzną m.in. w Belgii, Czechosłowacji, Holandii, Niemczech, Stanach Zjednoczonych, Szwajcarii. Jest autorem i współautorem wielu wystaw fotograficznych; indywidualnych i zbiorowych, w Polsce i za granicą. Jego fotografie były wielokrotnie prezentowane na wystawach pokonkursowych, gdzie otrzymywały wiele akceptacji, nagród i wyróżnień.
Janusz Woliński jest członkiem rzeczywistym Okręgu Warszawskiego Związku Polskich Artystów Fotografików (legitymacja nr 444) oraz członkiem Fotoklubu Rzeczypospolitej Polskiej Stowarzyszenia Twórców. W 1990 roku był członkiem Rady Fundatorów, powołującej do życia Fundację Fotografia dla Przyszłości.